# バンプール
バンプール (Vanpool)
- バンやミニバンによる相乗り通勤。HOVレーン、英語版 Vanpoolも参照。
- 輸送コンテナ置き場。コンテナヤードを参照。

- 株式会社バンプール - コンピュータゲーム制作会社（本項で後述）

株式会社バンプール（英: Vanpool, Inc.）は東京都新宿区にかつて所在したコンピュータゲーム制作会社。

## 歴史
1999年の春にラブデリックの『UFO -A day in the life-』開発チームが独立して設立された。スタジオの設立後、最初に手がけた2つのゲームはPlayStation 2用のゲームで、これらのソフトが販売されたのは日本だけだった。
単独で開発したゲーム作品としては『ザ・ローリング・ウェスタン』がもっともよく知られている。『もぎたてチンクルのばら色ルッピーランド』は、ゼルダの伝説シリーズという既存の任天堂作品のスピンオフゲームではあるものの、ゲームニュースサイトAutomatonはこれをバンプールの作品の中で「特に印象深い」と評し、ラブデリック時代の独特な作風がバンプールにも引き継がれていることを指摘した。
2003年の『マリオ&ルイージRPG』のミニゲーム開発に携わった後は、主に任天堂ハードウェア用のゲームを開発するようになった。2012年以降は、任天堂作品の共同開発者として、その役割が大きくなっていった。2012年発売の『ペーパーマリオ スーパーシール』では、ディレクションとシナリオを担当した。また、ハル研究所と協力して星のカービィシリーズの開発にも取り組んだ。
2008年4月1日に株式会社に改組。
2023年5月31日、諸般の事情により解散すると発表、2024年2月29日に法人格が消滅した。

## ゲーム作品
| 作品名                                  | 発売日         | 機種                   | 発売元                           | 備考                                          |
| --------------------------------------- | -------------- | ---------------------- | -------------------------------- | --------------------------------------------- |
| エンドネシア                            | 2001年5月31日  | PlayStation 2          | エニックス                       |                                               |
| コロボール2002                          | 2002年6月27日  | PlayStation 2          | エンターブレイン                 |                                               |
| マリオ&ルイージRPG                      | 2003年11月21日 | ゲームボーイアドバンス | 任天堂                           | 一部ミニゲームを開発。                        |
| もぎたてチンクルのばら色ルッピーランド  | 2006年9月2日   | ニンテンドーDS         | 任天堂                           |                                               |
| どこでもヨガ                            | 2007年7月5日   | ニンテンドーDS         | コナミデジタルエンタテインメント |                                               |
| どこでもピラティス                      | 2007年12月20日 | ニンテンドーDS         | コナミデジタルエンタテインメント |                                               |
| とんがりボウシと魔法の365にち           | 2008年11月7日  | ニンテンドーDS         | コナミデジタルエンタテインメント | 音楽製作で参加。                              |
| 3℃                                      | 2009年5月26日  | Wiiウェア              | ケムコ                           | 音楽製作で参加。                              |
| できすぎチンクルパック                  | 2009年6月24日  | ニンテンドーDSiウェア  | 任天堂                           |                                               |
| いろづきチンクルの恋のバルーントリップ  | 2009年8月6日   | ニンテンドーDS         | 任天堂                           |                                               |
| PostPetDS 夢見るモモと不思議のペン      | 2009年12月24日 | ニンテンドーDS         | ソネットエンタテイメント         | 音楽制作で参加。                              |
| リヴリーガーデン                        | 2010年1月28日  | ニンテンドーDS         | ソネットエンタテイメント         | 音楽制作で参加。                              |
| Wiiリモコンプラス バラエティ            | 2011年7月7日   | Wii                    | 任天堂                           | 開発にかかわった複数会社のうち1社として参加。 |
| ザ・ローリング・ウエスタン              | 2012年2月23日  | ニンテンドー3DS（DL）  | 任天堂                           |                                               |
| ザ・ローリング・ウエスタン 最後の用心棒 | 2013年4月10日  | ニンテンドー3DS（DL）  | 任天堂                           |                                               |
| なげなわアクション!ぐるぐる!ちびロボ!   | 2015年10月8日  | ニンテンドー3DS        | 任天堂                           | 開発を協力した。                              |
| ザ・デッドヒートブレイカーズ            | 2018年4月26日  | ニンテンドー3DS        | 任天堂                           |                                               |
| スーパーカービィハンターズ              | 2019年9月5日   | Nintendo Switch        | 任天堂                           | ハル研究所と共同開発。                        |
| カービィファイターズ2                   | 2020年9月24日  | Nintendo Switch        | 任天堂                           | ハル研究所と共同開発。                        |
| 星のカービィ ディスカバリー             | 2022年3月25日  | Nintendo Switch        | 任天堂                           | ハル研究所と共同開発。                        |
| 星のカービィ Wii デラックス             | 2023年2月24日  | Nintendo Switch        | 任天堂                           | ハル研究所と共同開発。                        |

## 関連人物
- 工藤太郎 - 元・代表取締役社長
- 津田純 - 企画チーフ
- 倉島一幸 - グラフィックデザイナー（現在フリー）

## 関連会社
- スキップ - ラブデリックに残った『L.O.L.』開発チームが中心となり設立。